# Adrianus Johannes Bik

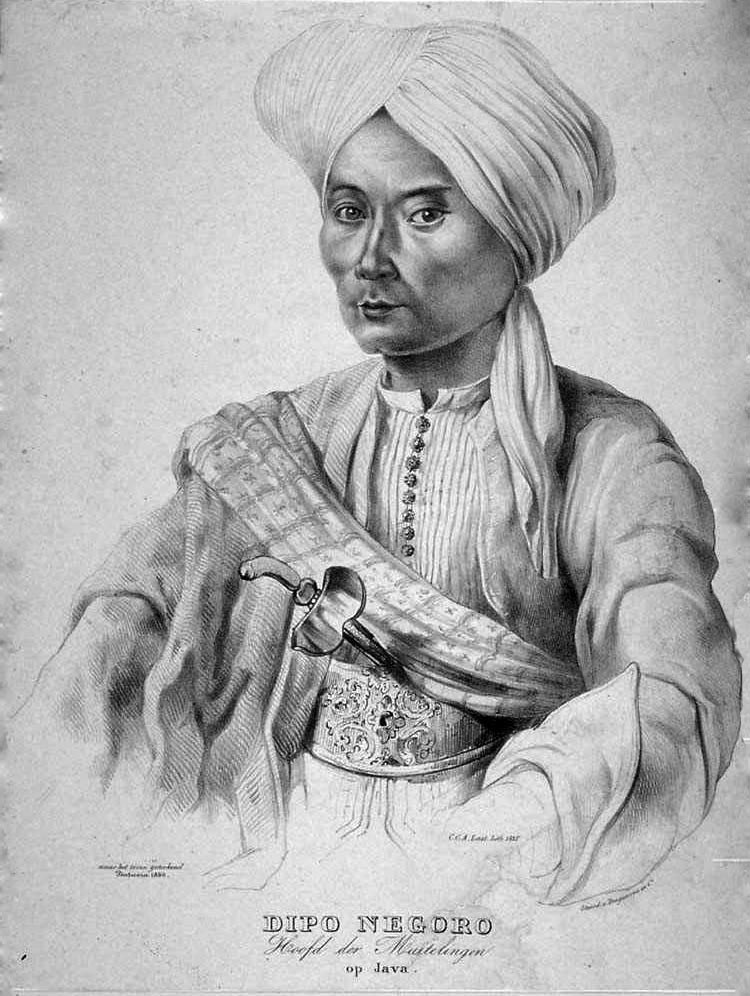
Lithografie door C.C.A. Last in 1835 naar een originele potloodtekening door A. J. Bik uit 1830

Adrianus Johannes Bik (Duinkerke, 13 januari 1790 - Brussel, 1 oktober 1872) was de zoon van Jan Bik en Jeanne Butin. Hij was tekenaar van beroep. Samen met zijn broer Jannus vergezelde hij Caspar Reinwardt van 27 februari 1821 tot 26 juni 1822 op een reis door het oostelijke gedeelte van de Indonesische archipel.
Bik werd als eerste tekenaar uitgezonden bij Koninklijk Besluit. Hij arriveerde in Nederlands-Indië in april 1816 met het schip De Evertsen. Tijdens deze expeditie maakte hij tekeningen van uiteenlopende onderwerpen, als landschappen, oudheden, inwoners, bomen en planten.
Na zijn werk ten bate van Reinwardt, functioneerde Bik tussen 1822 en 1832 respectievelijk als vendumeester, assistent resident en ommegaand rechter in de Wester-Afdelingen van Batavia. In die laatste hoedanigheid was hij betrokken bij de onderdrukking van de opstand te Tjilangkap in Krawang. Per 1839 trok Bik zich terug uit zijn openbare functies en richtte hij zich op de suikerrietteelt. In 1847 keerde hij terug naar Nederland, waar hij zich vestigde in Amsterdam. Aan de hand van zijn tekeningen uit Java verscheen de uitgave "Javasche Oudeheden en Belangrijke en Trotsche Bouvallen van Tempels", uitgegeven in 1856. In 1851 kocht hij met zijn zwager het landgoed De Breesaap, ter hoogte van het tegenwoordige IJmuiden. Hij huwde A.M. Arnold, uit dit huwelijk kwamen drie zoons en een dochter voort.
Een aantal van de tekeningen van Adrianus Bik is aanwezig in de collectie van Rijksmuseum Volkenkunde te Leiden.